# Lawil
La Lawil, ovvero Lawil Costruzioni Meccaniche e Automobilistiche fu una casa automobilistica italiana con sede a Varzi (PV) nell'Oltrepò Pavese che produsse autovetture tra il 1968 e il 1980 (1988 per il solo mercato francese) al ritmo di circa 5-10 esemplari al giorno.

## Storia

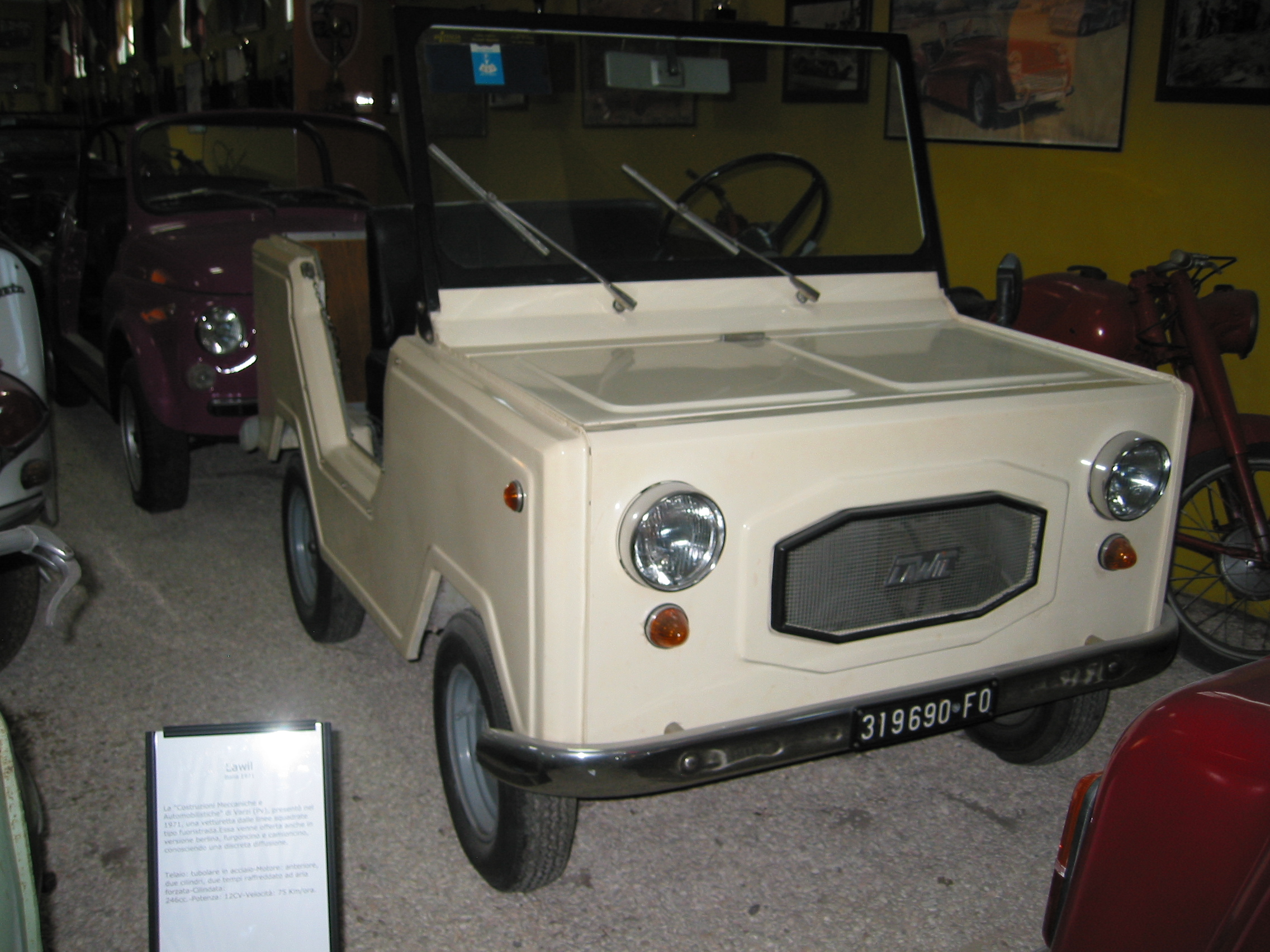
Una Lawil S3 del 1971 in un museo italiano

Il primo modello, disegnato dal carrozziere italiano Antonio Danilo Scattolini ed equipaggiato con lo stesso motore 125 cm³ dell'Innocenti Lambretta, nacque su iniziativa dell'imprenditore italiano Carlo Lavezzari e fu presentato come prototipo al salone dell'automobile di Parigi del 1966 dove suscitò l'interesse dell'imprenditore francese Henri Willame, direttore della Lambretta France che ne commissionò la produzione costituendo con Lavezzari la società Lawil, acronimo derivato dai nomi dei due soci della ditta.
La vetturetta cominciò ad essere commercializzata in Italia dal 1971 sotto il nome di Lawil Varzina (dal nome della città di Varzi, in provincia di Pavia) subendo profondi cambiamenti alla meccanica, il motore, originariamente della Lambretta 125 cc fu sostituito da un BCB di 250 cc, inoltre le ruote da 10 pollici sostituirono le precedenti da 8.
Il tecnico meccanico Michele Calvi, di Varzi, lavoratore presso la stessa ditta Lawil, si occupò della trasformazione del prototipo iniziale del motore nel modello commerciabile dalla ditta; inoltre collaborò con i tecnici francesi negli anni successivi al 1980, quando la produzione della varzina fu cessata in Italia.

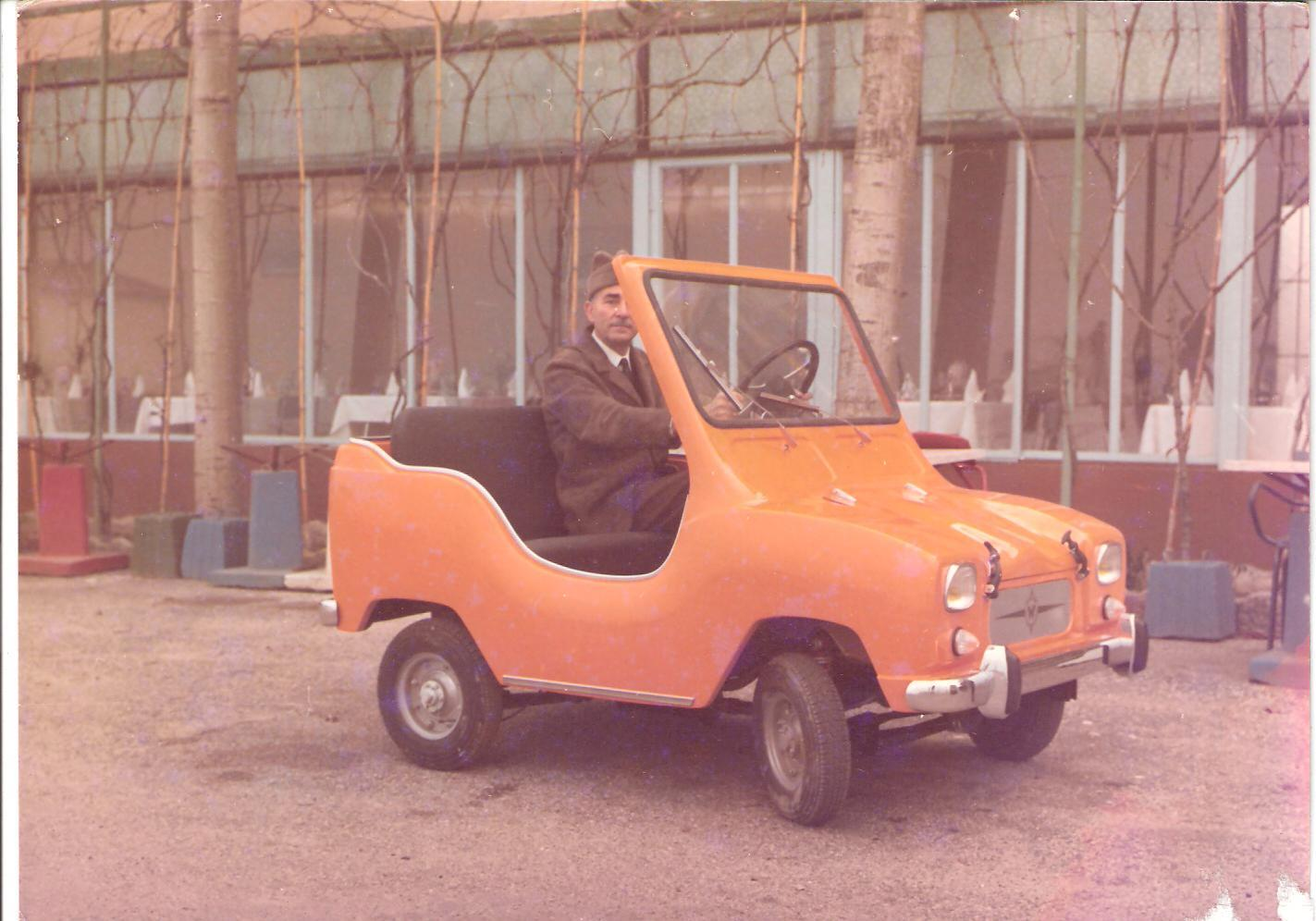
Il carrozziere ed inventore Antonio Danilo Scattolini sul prototipo della prima Lawil

All'epoca, secondo la legislazione italiana, le cosiddette microvetture non potevano possedere più di tre ruote pertanto la Varzina, dotata di quattro ruote, era la più piccola automobile in vendita in Italia.
La stessa vettura fu commercializzata in Francia, dove invece era considerato un quadriciclo, come Willam Farmer ed importata l'anno seguente (1972) anche in Inghilterra dal carrozziere Crayford.
Le dimensioni erano ridottissime: la lunghezza del prototipo non superava i 1,78 m con posto per due passeggeri e con la meccanica della Lambretta e motori monocilindrici due tempi da 125 cc e 175 cc, poi la vettura fu allungata nel 1969 di 27 cm e nel 1980, poco prima della cessazione della produzione, di ulteriori 20 cm.